# Artemisia suksdorfii
Artemisia suksdorfii es una especie de arbusto del género Artemisia, que se distribuye por Norteamérica.

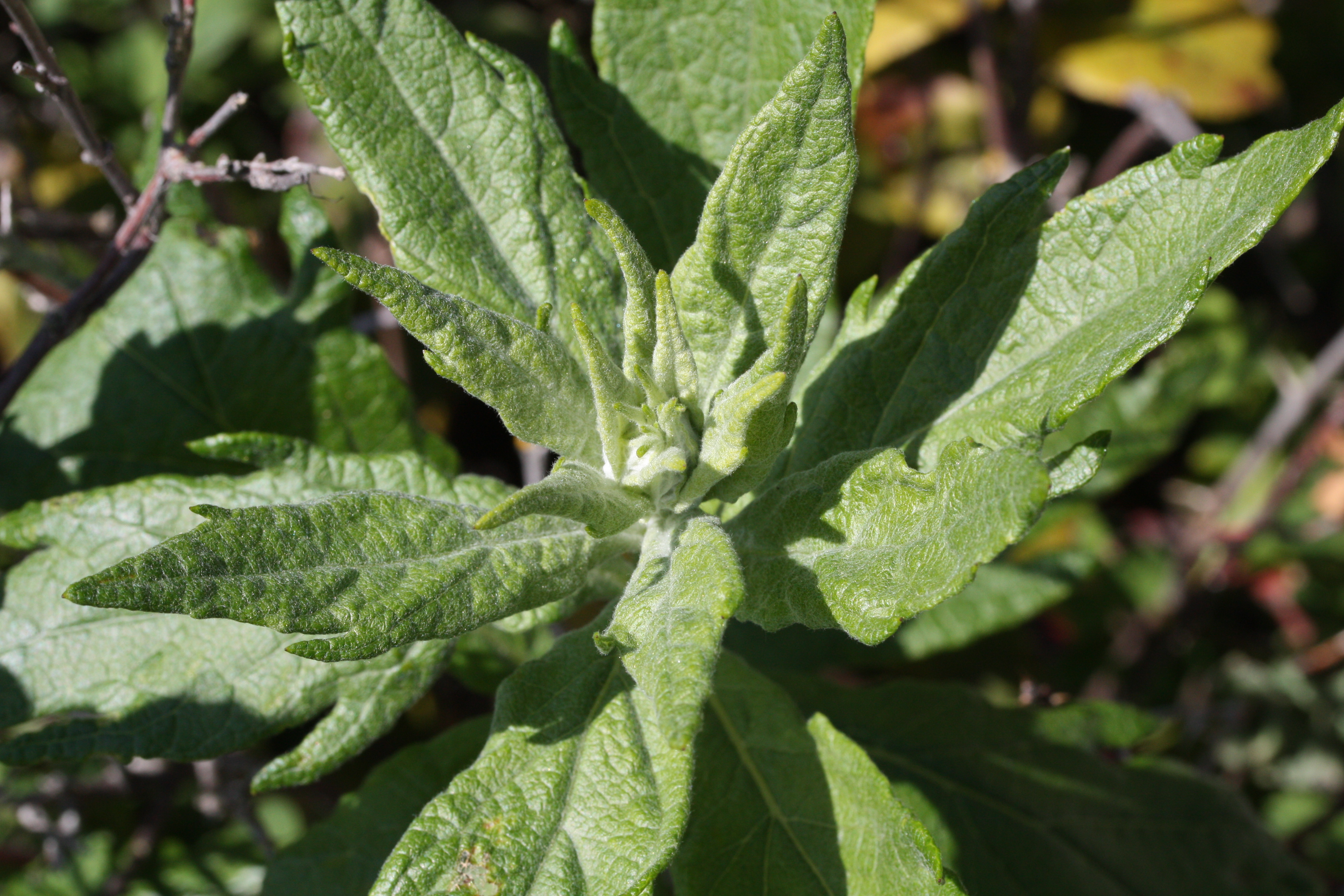
Detalle de las hojas

## Distribución y hábitat
Es originaria de la costa oeste de América del Norte desde la Columbia Británica hasta el norte de California , y es también conocido por las Islas del Canal de California. Crece en cuencas costeras y hábitat cercanos del océano. 

## Descripción
Es una planta perenne herbácea y rizomatosa que produce muchos tallos erectos con un tamaño de medio a dos metros de altura. Los tallos no ramificados son de color marrón y tienen bases leñosas. Las hojas son estrechas y lobuladas, de color verde y sin pelos en la parte superior y blancas y lanosas por debajo. La inflorescencia es en general similar a una espiga de hasta 30 centímetros de largo y unos pocos de ancho. Contiene muchos cúmulos de pequeñas cabezas de flores con brácteas de color verde-amarillo y el disco amarillo y floretes pistilados. El fruto es un pequeño aquenio de menos de un milímetro de largo.

## Taxonomía
Artemisia suksdorfii fue descrita por Charles Vancouver Piper y publicado en Bulletin of the Torrey Botanical Club 28(1): 42. 1901.
Etimología
Hay dos teorías en la etimología de Artemisia: según la primera, debe su nombre a Artemisa, hermana gemela de Apolo y diosa griega de la caza y de las virtudes curativas, especialmente de los embarazos y los partos . Según la segunda teoría, el género fue otorgado en honor a Artemisia II, hermana y mujer de Mausolo, rey de la Caria, 353-352 a. C., que reinó después de la muerte del soberano. En su homenaje se erigió el Mausoleo de Halicarnaso, una de las siete maravillas del mundo. Era experta en botánica y en medicina.
suksdorfii: epíteto
Sinonimia
- Artemisia heterophylla Nutt.
- Artemisia vulgaris var. littoralis Suksd.[3]